# 千葉真澄
千葉 真澄（ちば ますみ、1983年4月23日 - ）は、元テレビ北海道 (TVh) のアナウンサー。TCP Artist所属後、2024年現在はNTB。

## 来歴・人物
北海道札幌市出身。北海道医療大学心理科学部臨床心理学科卒業。
元TVhアナウンサーの伊藤英一郎が主宰する関西アナウンススクール札幌校に通い、2008年にNHKに契約入局。NHK函館放送局では契約リポーターを、NHK札幌放送局では契約キャスターを務めていた。
その後、2012年4月1日付で民放局のTVhへ移籍。2016年12月31日付でTVhを退社した。
2024年現在はNTB所属。メ〜テレニュース担当アナウンサーとしてメ〜テレNEWSに出演。

## 現在の出演番組
- メ〜テレNEWS（メ〜テレ）

## 過去の出演番組
テレビ北海道在籍時
- TVh道新ニュース（水曜日・木曜日中心）
- TVhサマー競馬（司会・実況アシスタント、2012から2014年）
- らっぴぃ通信
- EZOSTYLE （ナレーター）
- スポーツ中継（北海道コンサドーレ札幌戦、北海道日本ハムファイターズ戦）
- けいざいナビHOKKAIDO （「トップの逸本」担当）
- スイッチン! （リポーター）

NHK在籍時
- どどんと道南ラジオ
- お元気ですか日本列島（2011年度各地のニュース・北海道担当）
- ほっからんど北海道
- まるごとニュース北海道
- ネットワークニュース北海道